# بوزجانی (دهانه)
بوزجانی یک دهانه برخوردی در ماه‌ است.این دهانه به افتخار  ابوالوفا محمد بوزجانی دانشمند ایرانی بر روی این دهانه آتشفشانی گذاشته شده است.